# Samarra (distrikt)
Qaḑā' Sāmarrā' är ett distrikt i Irak.   Det ligger i provinsen Saladin, i den centrala delen av landet, 140 km nordväst om huvudstaden Bagdad.